# St. Gertrud (Lünebach)

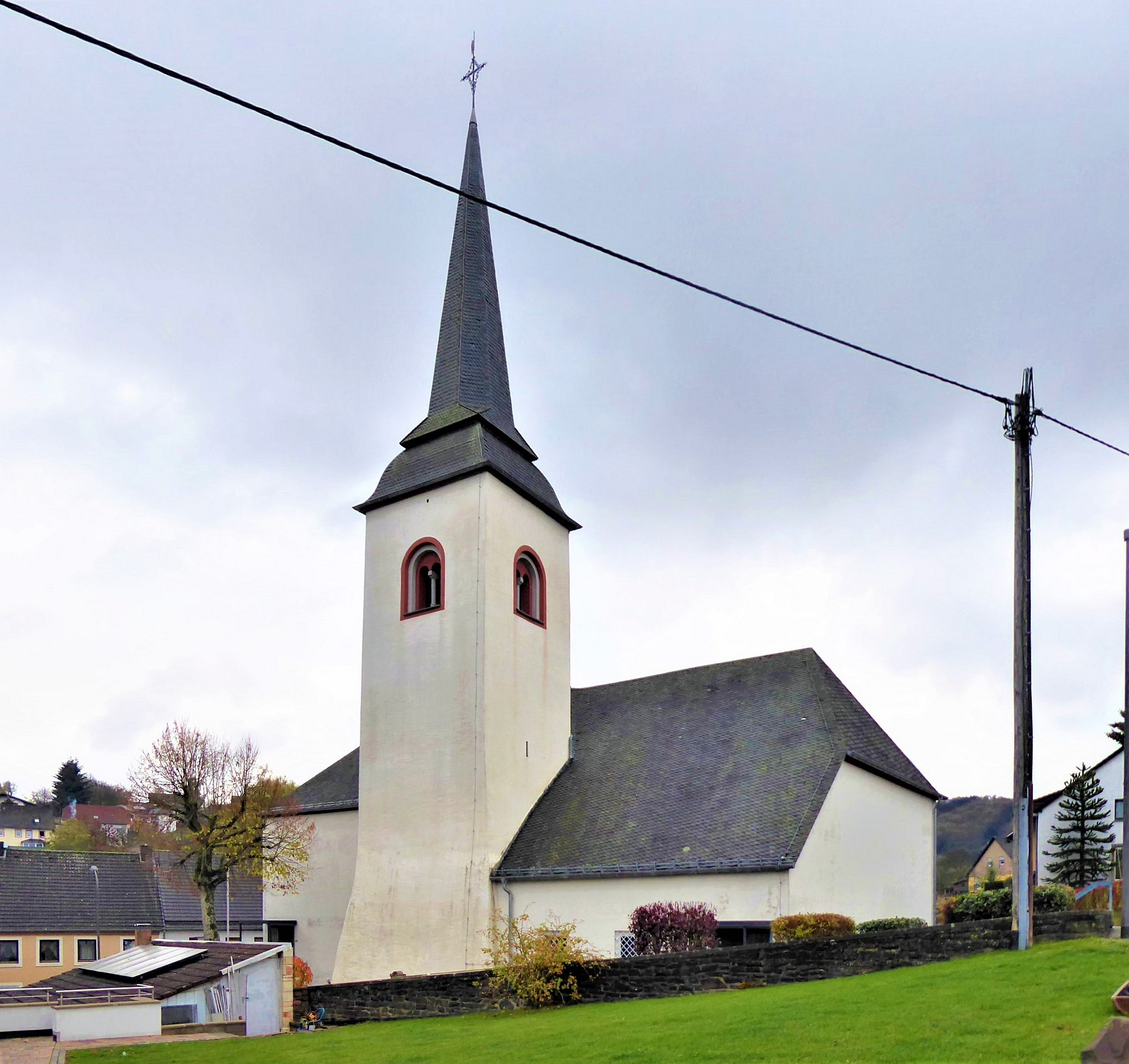
St. Gertrud, Blick zum mittelalterlichen Turm

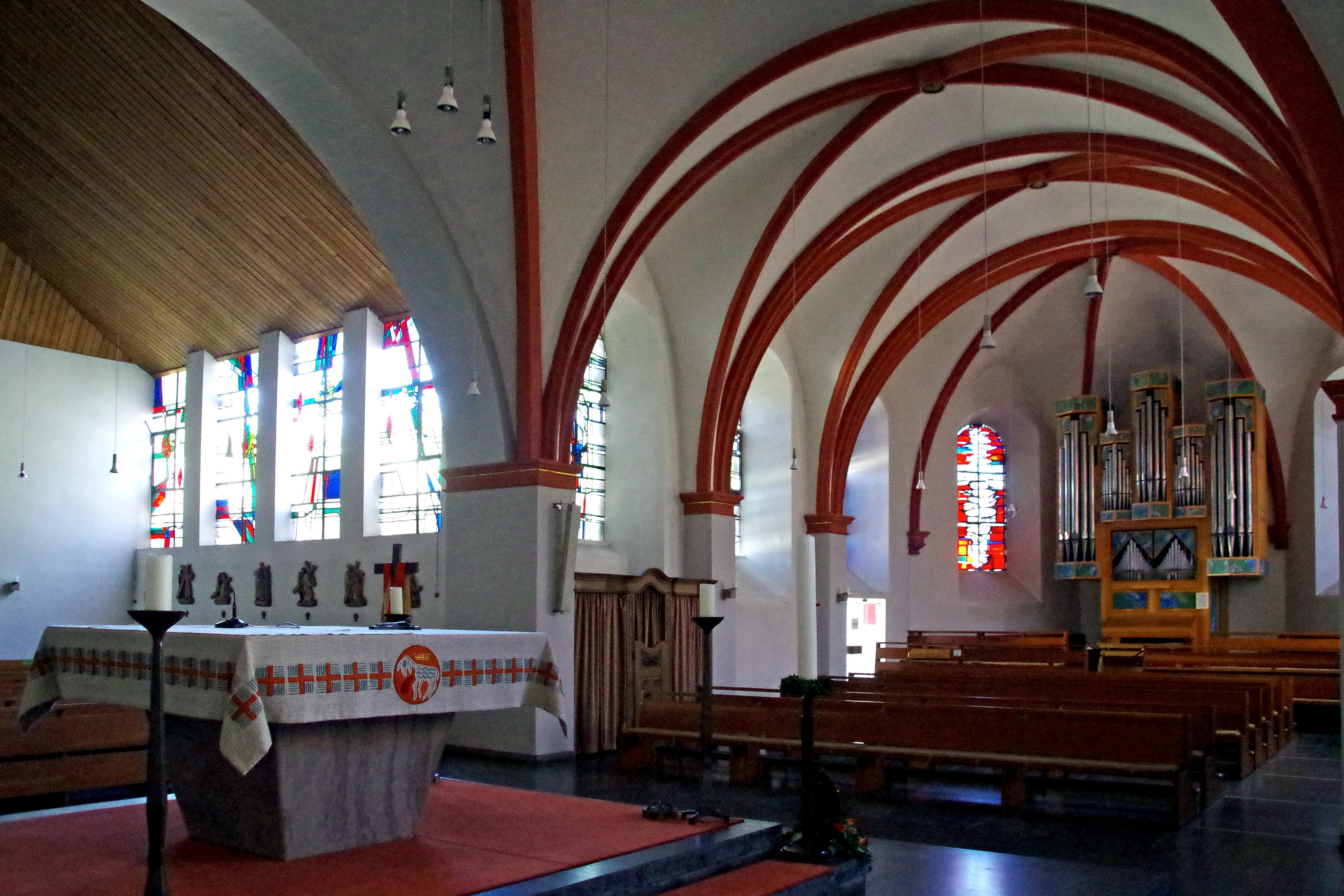
Inneres

St. Gertrud ist eine römisch-katholische Pfarrkirche in der Ortsgemeinde Lünebach im Eifelkreis Bitburg-Prüm in Rheinland-Pfalz.

## Geschichte
Ältester Teil der Kirche ist der mittelalterliche Westturm. Das Dehio-Handbuch spricht von einem romanischen Bau, während der Kunsthistoriker Ernst Wackenroder den Turm als spätgotisch einstuft. Die Fensteröffnungen im ansonsten ungegliederten, nach oben hin verjüngenden, Turm nennt er „doppelte Rundbogenblenden mit romanisierenden Säulchen“. Die Turmhalle im Untergeschoss ist kreuzgewölbt und besitzt spätgotische Rippen auf Dreiviertelsäulen. 

Dem Westturm wurde 1759 ein neuer, kreuzrippengewölbter Saalbau angefügt, der 1875 um zwei Achsen und den Chor nach Osten verlängert wurde. Die drei westlichen Achsen  wurden 1965/66 niedergelegt und an ihrer Stelle östlich an den Turm eine Art Querhaus als Erweiterungsbau errichtet.

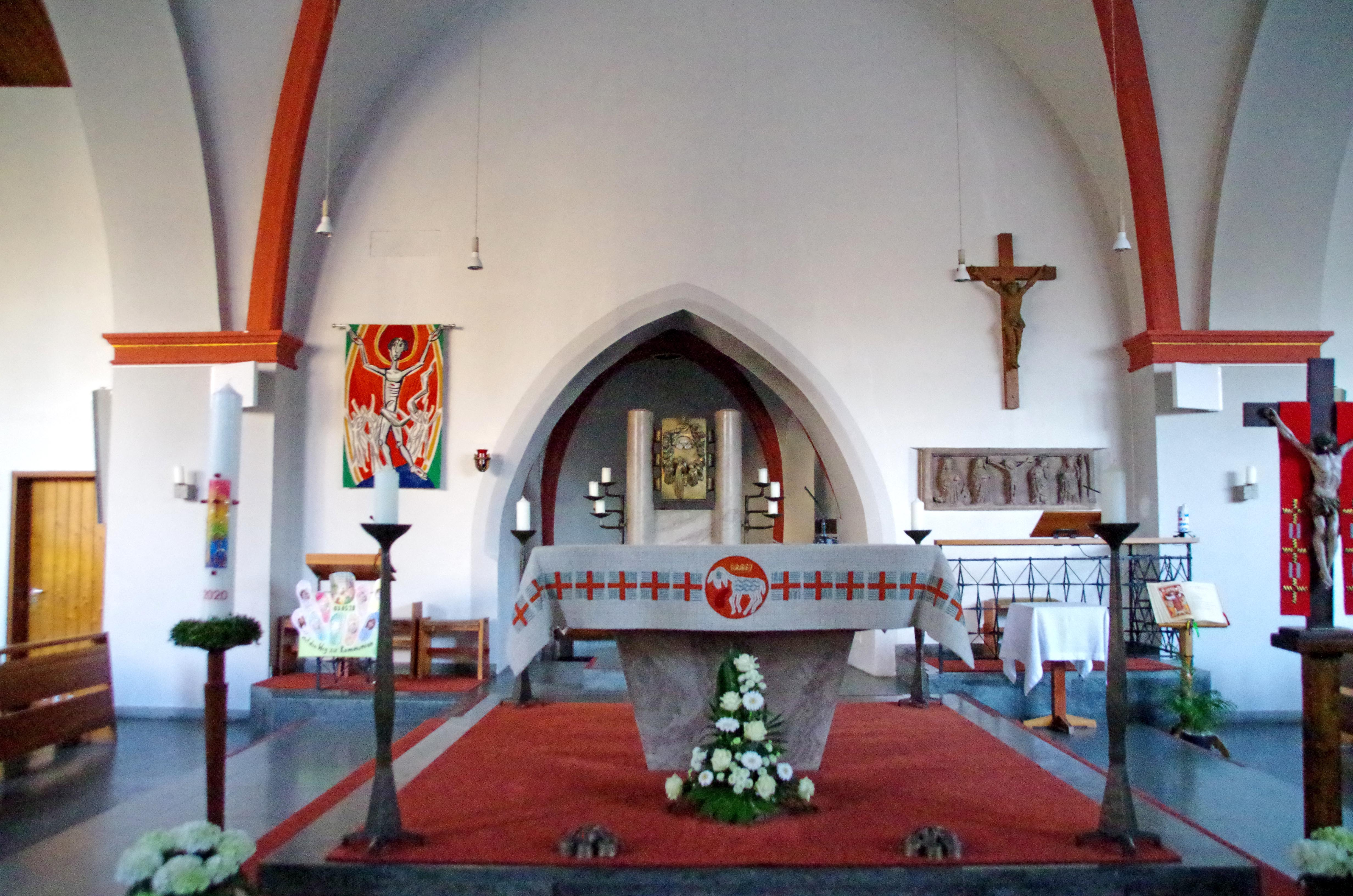
St. Gertrud, Altarraum
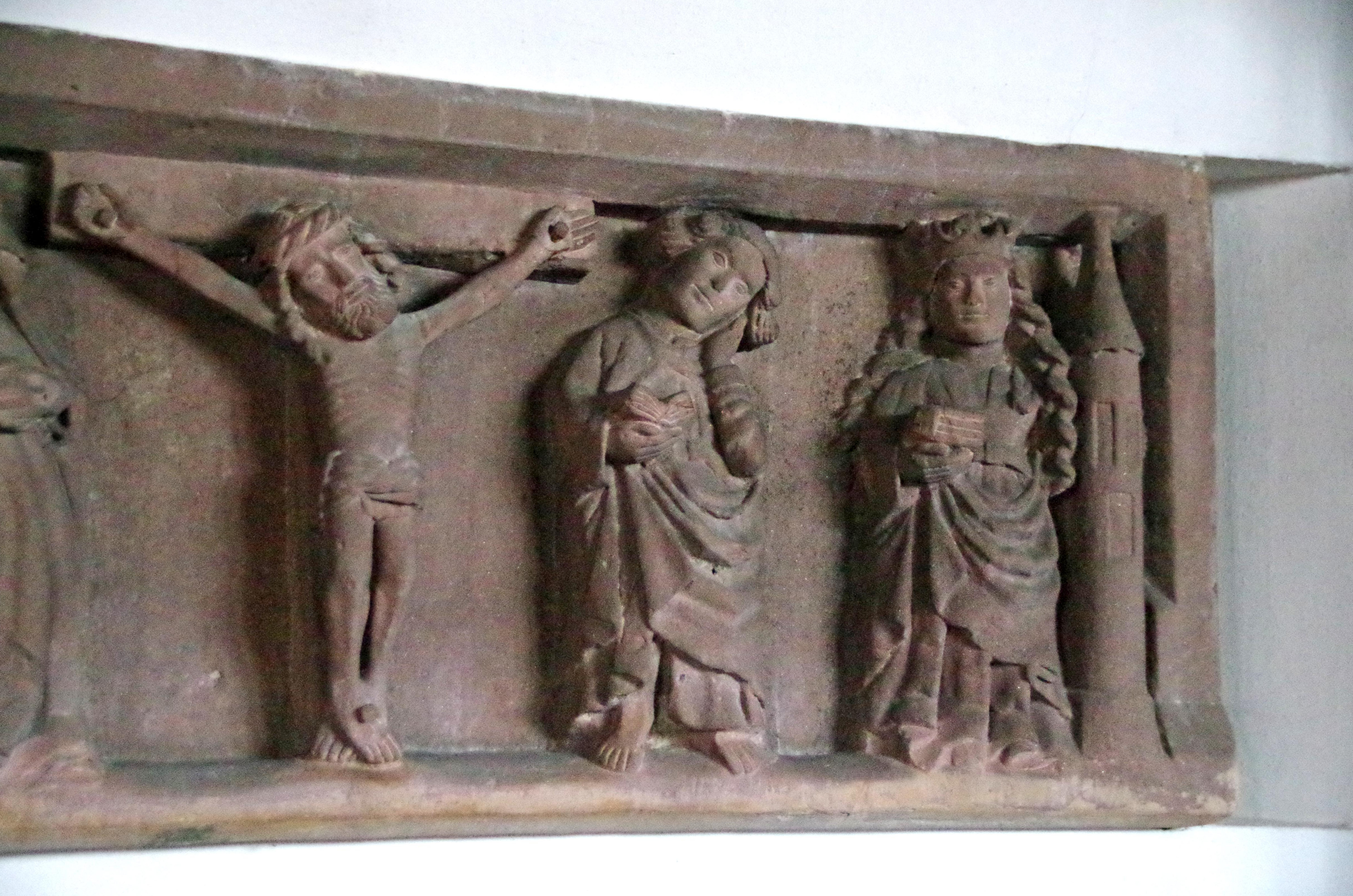
mittelalterl. Passionsrelief
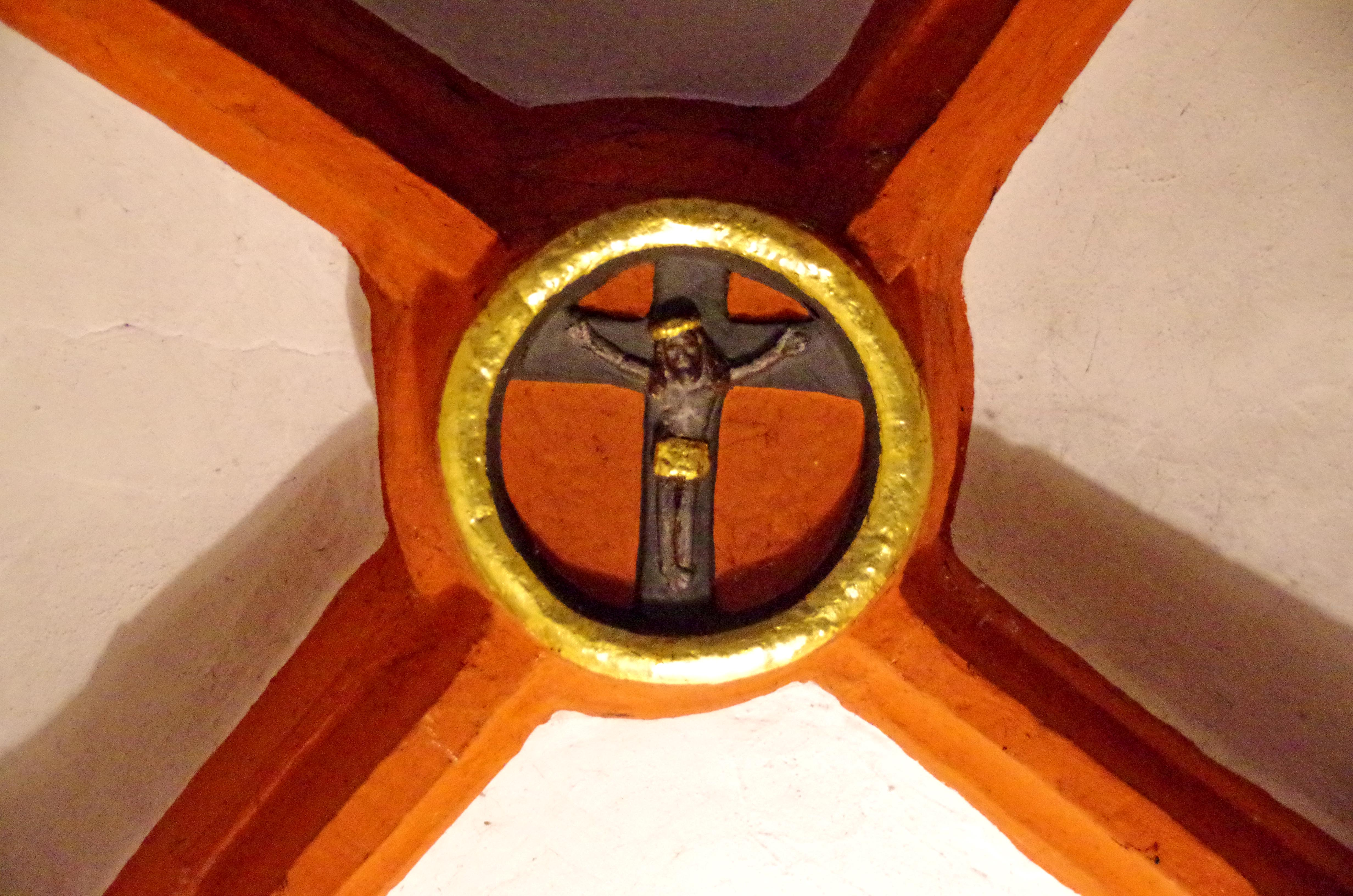
Schlussstein (Turmhalle)
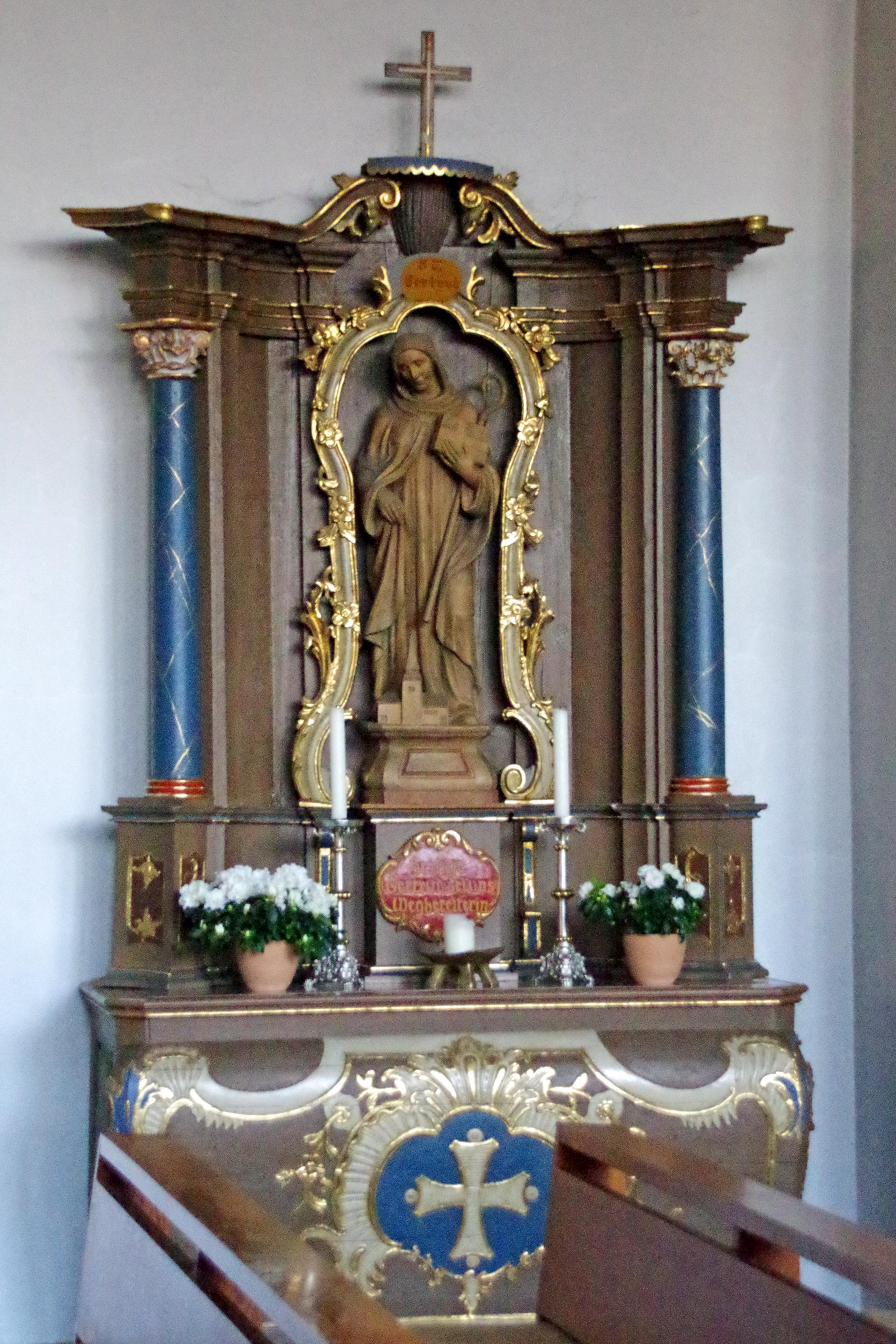
Gertrudaltar
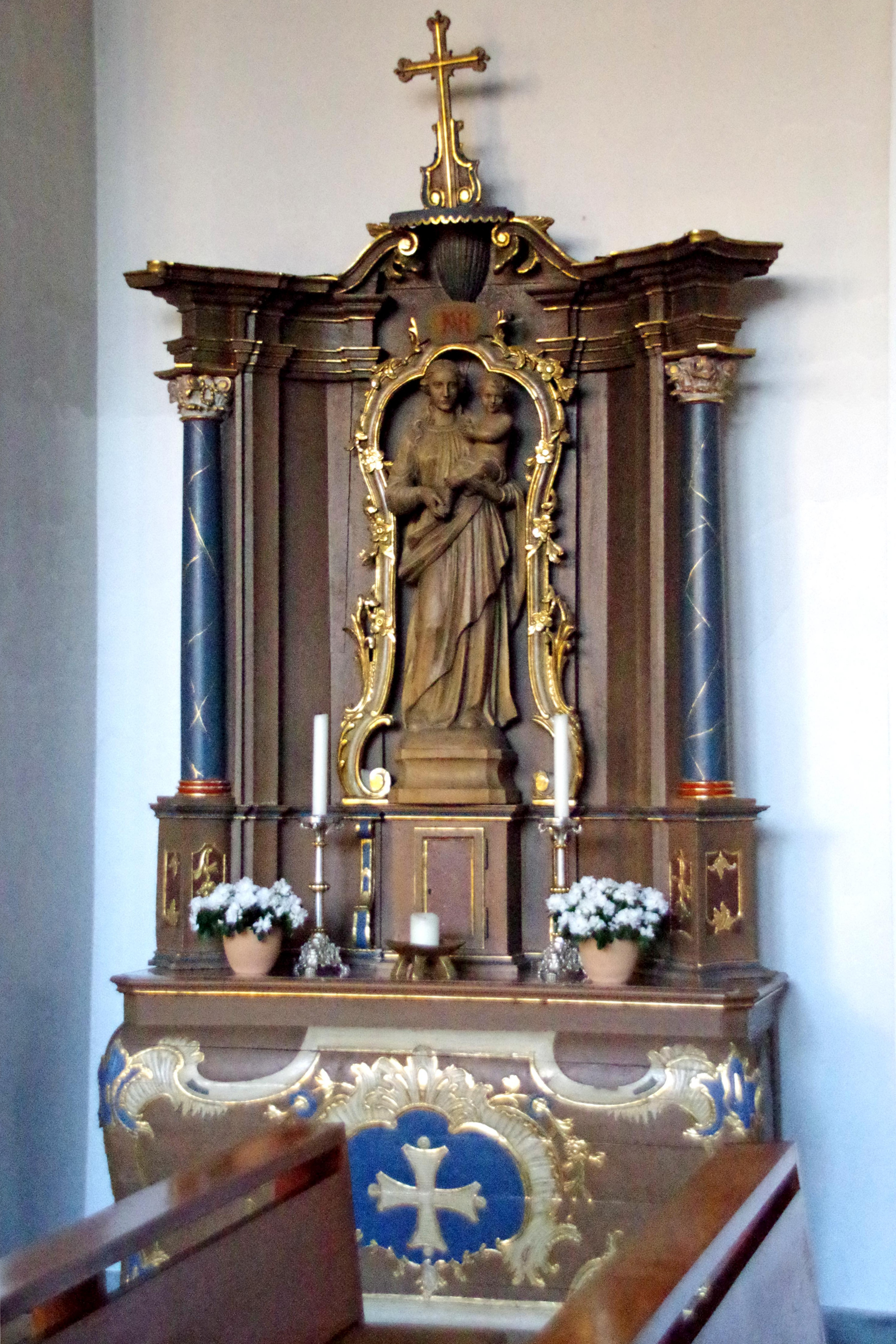
Marienaltar